# Správní obvod obce s rozšířenou působností Rosice
Správní obvod obce s rozšířenou působností Rosice je od 1. ledna 2003 jedním ze sedmi správních obvodů rozšířené působnosti obcí v okrese Brno-venkov v Jihomoravském kraji. Čítá 24 obcí.
Město Rosice je zároveň obcí s pověřeným obecním úřadem, přičemž oba správní obvody jsou územně totožné.

## Seznam obcí
Poznámka: Města jsou vyznačena tučně, městyse kurzívou.
- Babice u Rosic
- Domašov
- Javůrek
- Kratochvilka
- Lesní Hluboké
- Litostrov
- Lukovany
- Ostrovačice
- Příbram na Moravě
- Přibyslavice
- Rosice
- Rudka
- Říčany
- Říčky
- Stanoviště
- Tetčice
- Újezd u Rosic
- Veverské Knínice
- Vysoké Popovice
- Zakřany
- Zálesná Zhoř
- Zastávka
- Zbraslav
- Zbýšov

## Obyvatelstvo
| Rok  | Obyv.  | ± %    |
| ---- | ------ | ------ |
| 1869 | 15 490 | —      |
| 1880 | 16 681 | +7,7 % |
| 1890 | 18 031 | +8,1 % |
| 1900 | 19 740 | +9,5 % |
| 1910 | 21 095 | +6,9 % |

| Rok  | Obyv.  | ± %    |
| ---- | ------ | ------ |
| 1921 | 21 857 | +3,6 % |
| 1930 | 23 334 | +6,8 % |
| 1950 | 22 655 | −2,9 % |
| 1961 | 24 874 | +9,8 % |
| 1970 | 24 553 | −1,3 % |

| Rok  | Obyv.  | ± %    |
| ---- | ------ | ------ |
| 1980 | 24 239 | −1,3 % |
| 1991 | 22 829 | −5,8 % |
| 2001 | 22 817 | −0,1 % |
| 2011 | 24 467 | +7,2 % |
| 2021 | 26 565 | +8,6 % |